# Ágrafa de Jesús

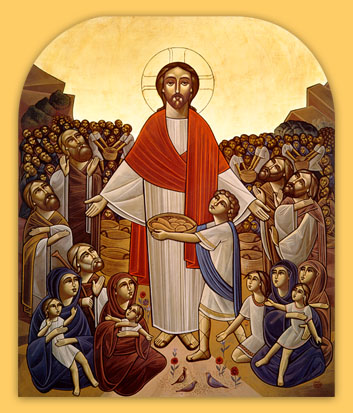
Jesús alimentando a la multitud.

Se denominan ágrafa (singular ágrafon; en griego ‘no escrito’) a los dichos atribuidos a Jesús no contenidos en los evangelios canónicos. El término fue utilizado por primera vez por Johann Gottfried Körner, un teólogo alemán, estudioso de la Biblia en 1776.
En el Evangelio de Juan (Jn 20,30: 21,25), San Juan deja constancia de que no estaba escrito todo lo que había dicho y hecho Jesús.

Jesús hizo otras muchas señales milagrosas delante de sus discípulos, las cuales no están escritas en este libro.

Jesús hizo otras muchas cosas. Tantas que, si se escribieran una por una, creo que en todo el mundo no cabrían los libros que podrían escribirse.

Las ciencias bíblicas han ido recogiendo durante años los dichos y hechos de Jesús de fuentes antiguas extrabíblicas. Las primeras colecciones fundamentales fueron las de A. Resch, entre 1889 y 1906.

### En los Padres Apostólicos
En los escritos del primer siglo cristiano, llamado también período de los Padres Apostólicos por el hecho de que muchos escritores habían conocido a los apóstoles o a sus discípulos directos, se conservan algunos dichos transmitidos a viva voz por tradición oral. A veces sucede que estos dichos son recogidos en momentos muy tempranos y en lugares muy dispersos lo cual alimenta la hipótesis de que hayan sido diseminados como parte constitutiva del mensaje cristiano.

#### Sude en tu mano la limosna
El antiguo texto titulado Didaché o Enseñanza de los doce apóstoles, escrito a mediados del siglo I en Siria, contiene una cita que ha sido interpretada como tradición oral de una enseñanza de Jesús de Nazaret:

Que tu limosna sude en tus manos hasta que sepas a quién das.

El autor hace esta cita de Jesús para justificar y explicar lo que había afirmado: «¡Ay del que recibe! Pues si recibe por estar necesitado, será inocente; mas el que recibe sin sufrir necesidad, tendrá que dar cuenta por qué recibió y para qué».
Trescientos años más tarde, del otro lado del mediterráneo, Agustín de Hipona (354 – 430) en su comentario al salmo 102 vuelve a citar este ágrafon: «Enim dictum est "omni petenti te da", et de alio dictum est "desudet eleemosyna in manu tua, donec invenias iustum cui eam des"», que en español significa: «En efecto, ha sido dicho "da a todo el que te pida", y sobre el otro tema ha sido dicho: "sude la limosna en tu mano, hasta que conozcas al justo a quien se la das"». No sabemos de qué texto lo leyó, pero efectivamente se repite la misma cita que en la Didaché, y la vuelve a repetir en su comentario al salmo 46,. En ambas ocasiones se inicia la frase con «dictum est»: ha sido dicho. Más sorprendente es la cita que hace en su comentario al salmo 142, afirmando que «La escritura dice»: «Scriptura dicit: Sudet eleemosyna in manu tua...».
También Casiodoro (c. 485 – c. 580), describiendo el salmo 40 en su Expositio in Salterium dice «Scriptum est etiam: Desudet eleemosyna in manu tua, donec invenias iustum, cui eam tradas», que quiere decir: «Está escrito también: sude la limosna en tu mano, hasta que conozcas al justo a quien se la des». Similarmente el papa Gregorio Magno (c. 540 – 604) en su Regula Pastoralis afirma «Scriptum est: Desudet eleemosyna in manu tua», y lo mismo dice Bernardo de Claraval  (1090 – 1153).

#### Jesucristo Juez
Otro ágrafon recogido por los padres apostólicos es el que reporta Justino el Mártir (c. 100/114 - 162/168) en su obra Diálogo con Trifón: Justino expone una doctrina cristiana acerca del Juicio de Jesucristo, diciendo que según el antiguo Libro de Ezequiel (Ez 18:21-32) el justo que abandone la justicia será condenado, y el malvado que se arrepienta será perdonado, y que acerca de eso Jesús habría dicho:

En el estado en que os sorprenda, en ése también os juzgaré.

Esto mismo reporta Clemente de Alejandría (c. 150 – c. 215) en Quis Dives Salvetur? (¿Quién es el rico que se salva?) en el capítulo 40, párrafo 2.

#### Mi misterio es para mí
Un ágrafon ciertamente menos claro que el anterior es aquel citado por Clemente de Alejandría en su obra Stromata, a veces llamada Miscelánea: en su quinto libro el décimo capítulo trata sobre la opinión de los apóstoles acerca de velar los misterios de la fe. Y dice Clemente Alejandrino:

El Señor anunció en Evangelio: mi misterio es para mí, y para los hijos de mi casa.

Entre los siglos II y III se escribieron unas Homilías atribuidas a Clemente Romano, y en la decimonovena de ellas aparece lo siguiente «Y Pedro dijo: "Recordamos que nuestro Señor y Maestro nos ordenó, 'Guarden los misterios, para mí, y para los hijos de mi casa'"».

### El Evangelio de Marcos

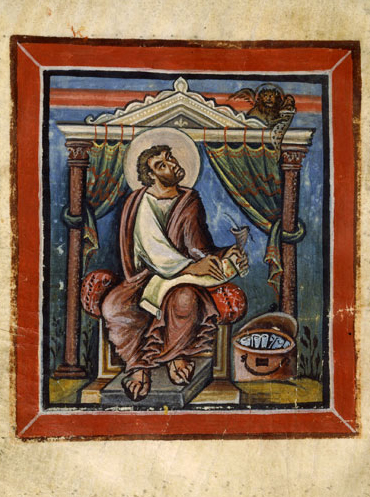
San Marcos, el evangelista.